# History (bài hát của One Direction)
"History" là một bài hát của nhóm nhạc nam người Anh và người Ireland One Direction. Bài hát được phát hành vào ngày 6 tháng 11 năm 2015 với tư cách là đĩa đơn thứ ba cũng là đĩa đơn cuối cùng trong album phòng thu thứ năm của họ, Made in the A.M (2015). Đây cũng là đĩa đơn cuối cùng được nhóm phát hành trước khi tạm ngừng hoạt động vào tháng 1 năm 2016 để các thành viên tập trung vào các dự án solo riêng của họ. "History" đạt vị trí thứ sáu trên UK Singles Chart.

## Sáng tác
"History" được viết bởi các thành viên Liam Payne và Louis Tomlinson và các cộng sự của bản nhạc là Julian Bunetta và John Ryan. Đây là một bản singalong acoustic vui tươi sáng tác trên cung Sol giáng trưởng với nhịp độ 88 mỗi phút nhịp 12
8.

## Phát hành
Bài hát được chọn làm đĩa đơn thứ ba và cũng là đĩa đơn cuối cùng của album Made in the A.M sau thành công về mặt thương mại trong màn trình diễn của nhóm trong đêm chung kết của Nhân tố bí ẩn phiên bản Anh. Bài hát được phát hành bởi Syco Music vào ngày 6 tháng 11 năm 2015 và là đĩa đơn cuối cùng trước khi nhóm tạm ngừng hoạt động.

## Video âm nhạc
Video âm nhạc do Ben Winston đạo diễn, đã được phát hành trên kênh Vevo của nhóm thông qua YouTube vào ngày 26 tháng 1 năm 2016.Video âm nhạc là các clip của nhóm được ghi lại trong suốt những năm hành trình của họ nổi bật là các chuyến lưu diễn và những thước phim cá nhân của họ bao gồm cả các clip của cựu thành viên Zayn Malik. Video kết thúc khi từng thành viên đi theo các hướng khác nhau sau đó đã được xác nhận rằng cả nhóm đã quay lại và cười đùa với nhau. Đạo diễn Winston chia sẻ: "Phần kết không phải giống như họ đang đi theo từng hướng khác nhau, nó giống như cái hẹn gặp lại các bạn." Vào năm 2017, đoạn clip bị xoá và đã được đăng lại trên nền tảng Instagram .

## Đánh giá
| Bảng xếp hạng (2015–16)           | Vị trí cao nhất | Úc (ARIA) | 25 |
| Áo (Ö3 Austria Top 40)            | 17              |           |    |
| Bỉ (Ultratop 50 Flanders)         | 44              |           |    |
| Bỉ (Ultratip Wallonia)            | 13              |           |    |
| Canada (Canadian Hot 100)         | 46              |           |    |
| Pháp (SNEP)                       | 54              |           |    |
| Đức (GfK)                         | 77              |           |    |
| Ireland (IRMA)                    | 8               |           |    |
| Ý (FIMI)                          | 7               |           |    |
| Mexico Ingles Airplay (Billboard) | 41              |           |    |
| Hà Lan (Single Top 100)           | 72              |           |    |
| New Zealand (Recorded Music NZ)   | 14              |           |    |
| Portugal (AFP)                    | 88              |           |    |
| Scotland (OCC)                    | 3               |           |    |
| Tây Ban Nha (PROMUSICAE)          | 31              |           |    |
| Thụy Điển (Sverigetopplistan)     | 63              |           |    |
| Thụy Sĩ (Schweizer Hitparade)     | 52              |           |    |
| Anh Quốc (OCC)                    | 6               |           |    |
| Hoa Kỳ Billboard Hot 100          | 65              |           |    |
| Hoa Kỳ Pop Airplay (Billboard)    | 33              |           |    |

| Chart (2016)           | Vị trí cao nhất |
| ---------------------- | --------------- |
| Iceland (Plötutíóindi) | 26              |
| UK Singles (OCC)       | 45              |

## Chứng nhận
| Quốc gia                                                                                             | Chứng nhận  | Số đơn vị/doanh số chứng nhận |
| --- | ----------- | ----------------------------- |
| Úc (ARIA)                                                                                            | 2× Bạch kim | 140.000‡                      |
| Canada (Music Canada)                                                                                | Vàng        | 40.000‡                       |
| Đan Mạch (IFPI Đan Mạch)                                                                             | Vàng        | 45.000‡                       |
| Ý (FIMI)                                                                                             | Vàng        | 25.000‡                       |
| México (AMPROFON)                                                                                    | Bạch kim    | 60.000‡                       |
| New Zealand (RMNZ)                                                                                   | Bạch kim    | 15.000*                       |
| Anh Quốc (BPI)                                                                                       | 2× Bạch kim | 1.200.000‡                    |
| * Chứng nhận dựa theo doanh số tiêu thụ. ‡ Chứng nhận dựa theo doanh số tiêu thụ và phát trực tuyến. |             |                               |